# Kostel svatého Václava (Ohnišťany)
Kostel svatého Václava v Ohnišťanech je farní kostel římskokatolické farnosti Ohnišťany. Kostel není památkově chráněn.

## Historie
Původním místem bohoslužeb v Ohnišťanech byla rotunda, která zde stávala již před rokem 1300, ze které se vlivem pozdější stavební činnosti ovšem nic nezachovalo. Po zhoubném požáru v roce 1804 byl nový kostel pojat jako novostavba se začleněním několika mála prvků ze starší stavby. Šlo zejména o presbytář, který si uchoval gotický půdorys a typické vnější opěráky. V interiéru pak byl ponechán pozdně gotický portálek, vedoucí do přístavku po levé straně presbytáře. Novostavba lodi a věže byla pojata velmi prostě, ještě se stopami zjednodušeného barokního tvarosloví. V roce 1871 byl pořízen obraz na hlavní oltář od akademického malíře Sajfrta z Vrchlabí. Další úpravy interiéru (zejména pseudoslohová výmalba) byly prováděny až v rozmezí let 1910–1930. Patronát ke kostelu (a tedy i starost o jeho materiální zabezpečení a technický stav) měli majitelé zámečku a statku v nedalekém Podlesí. Ve 20. století přestala být farnost obsazována sídelním knězem. Poslední sídelní farář, ThDr. Alois Sedlařík, odešel z Ohnišťan v roce 1952. Do stavu kostela nebyly již podnikány zásadnější zásahy, mimo zabezpečovacích. Šlo například o zazdění původního hlavního vstupu do kostela, který byl veden přes podvěží. 

## Stavební podoba
Kostel je jednolodní jednoduchá stavba. Ze staršího kostela je zřejmě zachována hmota zdiva presbytáře. Ten je oproti lodi užší a je trojboce uzavřen. Celý kostelní prostor je plochostropý. Výmalba interiéru pochází z přelomu monarchie a první republiky. Kostelní věž vyrůstá přímo z průčelí kostela, není mu předsazena, naopak je mírně odsazena. Kostel se nachází na mírném návrší po straně návsi v ohrazení původního (již nepoužívaného) ohnišťanského hřbitova, v sousedství fary a někdejší základní školy.